# 王輔 (成化丙戌進士)
王輔（15世紀—1460年代），字時佐，浙江嘉興府海鹽縣人，遼東廣寧左屯衛軍籍，明朝政治人物。

## 生平
王輔在宣德年間跟隨父親守衛遼西，年輕時已天賦異質，讀書能過目不忘，天順三年（1459年）以《詩經》中山東鄉試舉人，成化二年（1466年）成進士，獲授刑部主事，不久去世。臨死前，他對兒子王𦒅說：「我死後，要返葬海鹽，以示不忘故鄉。」王𦒅因此恢復海鹽籍貫，曾孫王家棟遷居嘉興縣，成萬曆二年進士。

## 引用
1. 1 2  光緒《海鹽縣志·卷十五·人物傳》：王輔，字時佐，宣德中隨父戍遼西，天順己卯以《詩經》魁山東鄉試，成化丙戌登進士第，授刑部主事，未幾卒。輔少有異質，讀書過目成誦，臨終語其子𦒅曰：「我死，必返葬我於鹽，無忘首邱也。」𦒅因復為鹽人，𦒅孫家棟遷居郡，以《易經》舉嘉靖甲子浙江第一，萬歷甲戌成進士。